# رونالد ریبمن
رونالد یرت ریبمن (به انگلیسی: Ronald Burt Ribman) نویسنده، شاعر و نمایشنامه‌نویس امریکایی متولد ۲۸ مه ۱۹۳۲ و اهل شهر نیویورک است، ابتدا در کالج بروکلین و سپس در دانشگاه ادبیات پیتسبرگ تحصیل و مدرک دکترای خود را در رشته ادبیات انگلیسی از همان دانشگاه دریافت کرده است.

## نمایشنامه بلند
- «هری، ظهر و شب»
- «سفر اسب پنجم» (ترجمه حمید احیا)
- «آیین معصومیت» (ترجمه داود زینلو توسط انتشارات افراز)

## سایر نمایشنامه ها
- خاکسپاری اسپوزیتو (ترجمه علی روحانی توسط انتشارات نیلا)